# Наруто (пролив)
Наруто (яп. 鳴門海峡 наруто-кайкё:) — пролив между островами Сикоку и Авадзи, соединяет плёс Харима-Нада Внутреннего Японского моря и пролив Кии. Ширина пролива — около 1350 м, максимальная глубина — около 90 м. Приливные течения в проливе могут достигать скорости 10 узлов, величина сизигийного прилива — 1,4 м.
Пролив расположен между мысами Маго (孫崎) на западе (Сикоку, остров Огесима, префектура Токусима) и Тосаки (門崎) на востоке (остров Авадзи, префектура Хиого). В 300 м от мыса Тосаки в проливе находится риф Накасе (中瀬).
С 1976 года через пролив перекинут мост Онаруто.
Приливные течения образуют в проливе водовороты Наруто, достигающие 30 м в диаметре.